# همسایه‌ها (مجموعه تلویزیونی ۱۳۷۹)
همسایه‌ها یک مجموعهٔ تلویزیونی است که در سال ۱۳۸۰ از شبکه ۳ پخش شد.
کارگردان این مجموعه محمدحسین لطیفی است و هنرمندانی چون علی نصیریان، گوهر خیراندیش، محمدرضا شریفی نیا، کیهان ملکی، کمند امیرسلیمانی، عاطفه رضوی، فلورا سام، محسن قاضی مرادی، حسین پناهی، رامین پرچمی و امین حیایی در آن بازی کرده‌اند.

## داستان
چند خانواده در خانه آقای فردوس، که مقیم خارج است ساکن هستند. با بازگشت فردوس به ایران اتفاقات تازه‌ای می‌افتد...

## بازیگران
- علی نصیریان (آقای فردوس)
- گوهر خیراندیش (فرنگیس خانم)
- محمدرضا شریفی‌نیا (امید صالحی)
- امین حیایی[۲] (رضا تقی پور)
- کیهان ملکی (جهانگیر یوسفی)
- کمند امیرسلیمانی (مرضیه)
- عاطفه رضوی (ستاره سپهری)
- فلورا سام (محبوبه ، همسر جهانگیر)
- محسن قاضی‌مرادی (مش عیسی)
- حسین پناهی (سروش)(سیریش)
- رامین پرچمی (علی)
- مجید مظفری (محمد)
- آزیتا حاجیان
- جمشید اسماعیل خانی (احتشام)
- ثریا حکمت
- نیکو خردمند
- شهره سلطانی
- رضا ژیان
- کیومرث ملک مطیعی
- علی اوسیوند
- حمید مهین دوست
- الیزابت امینی (پروین)
- فیروز آقایی
- سایان فرخی (مینا)
- سعیده عرب
- صدیقه قیمتی
- محمدرضا عباس نژاد
- اردشیر کاظمی
- هاشم روحانی
- مریم شیرکوند
- حسین پاکدل (افسر پلیس)
- هوشنگ بنائی (روانپزشک)

## عوامل تولید
- کارگردان: محمدحسین لطیفی
- تهیه کننده و مجری طرح: مجید اوجی
- مدیر تصویربرداری: هوشنگ بنائی
- تدوین: محمدحسین لطیفی، بهرنگ سنجابی
- موسیقی: کارن همایونفر، فردین خلعتبری
- صدابردار: مهدی آزادی
- گریم: حمید مهین دوست، فاطمه کمالی
- صحنه و لباس: رضا شیخ پور، نعیمه نظام دوست
- مدیر تولید: ناصر ملکی
- انتخاب بازیگران: محمدرضا شریفی نیا
- دستیار کارگردان و برنامه ریز: سحر صباغ سرشت
- منشی صحنه: نعیمه نظام دوست
- عکاس: مسعود پاکدل
- عنوانبندی: هدیش بیگدلی شاملو